# Casa delle Colombe a Mosaico

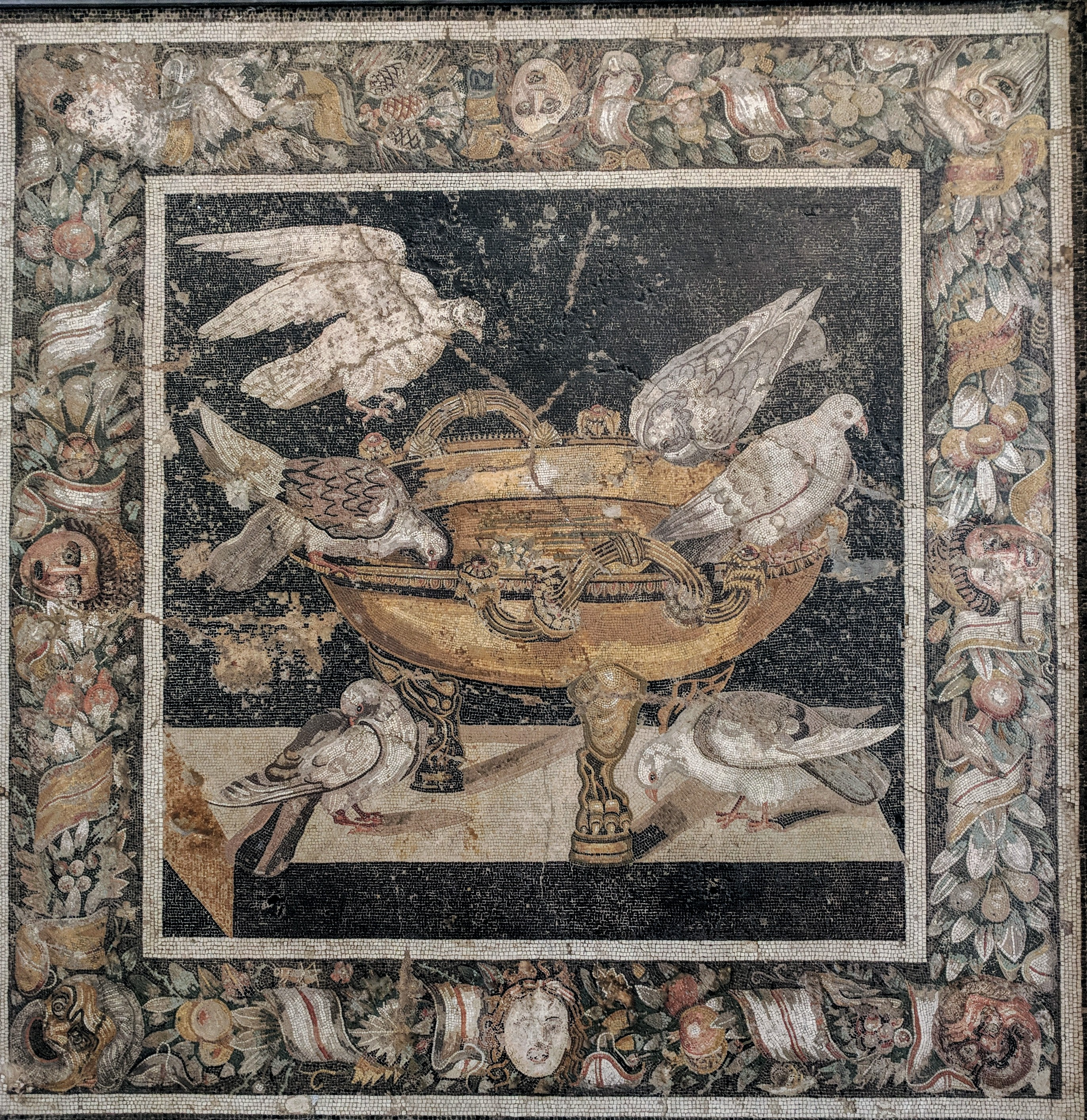
Das Taubenmosaik

Die Casa delle Colombe a Mosaico (Haus des Taubenmosaiks) befindet sich in Pompeji (VIII 2, 34) und erhielt ihren modernen Namen vom Fund eines Mosaiks mit der Darstellung von Tauben, das sich heute im Archäologischen Nationalmuseum Neapel befindet. Das Haus war mehrmals Gegenstand von Ausgrabungen (1767, 1885 und 1928). Vor allem die Ausgrabungen im 18. Jahrhundert hatten die Auffindung von Kunstwerken zum Ziel. Die Konservierung und genaue Bauaufnahme der Gebäude war kaum von Interesse. Von daher ist wenig zur einstigen Ausstattung dieses sicherlich sehr wohlhabenden Hauses bekannt.

## Beschreibung
Das Haus liegt am Stadtrand an einem Abhang mit Blick auf das Meer und verteilt sich auf zwei Ebenen. Der Eingang liegt auf Straßenniveau. Über die Fauces gelangt man in das Atrium. Es folgen drei größere, repräsentative Räume. Weitere Räume liegen ein Stockwerk tiefer, bedingt durch die Hanglage. Diese Räume konnten durch einen Gang, der neben dem Haus liegt und sich zur Straße öffnet, betreten werden.
Von den Wanddekorationen ist wenig erhalten. Diverse Räume hatten Stuckdekorationen im 1. Stil. Ein Raum war mit Kandelabern bemalt. In den Räumen der unteren Ebene befanden sich Malereien, die Nillandschaften darstellen. Die Darstellung ist nur von alten Beschreibungen bekannt. Verschiedene Räume sind mit einfachen schwarzweißen Mosaiken dekoriert. In drei Räumen fanden sich aufwendige, farbige Mosaiken, die alle nach Neapel gebracht wurden. Das bekannteste stellt Tauben an einem goldenen Napf dar, wie sie Wasser trinken. Ein weiteres, weniger gut erhaltenes Mosaik stellt einen Löwen im Kampf mit einem Leoparden dar. Das dritte Mosaik zeigt im Zentrum einen Kreis, der mit Dreiecken und Quadraten gefüllt ist. In den vier Ecken des quadratischen Mosaiks sitzt jeweils ein Vogel.

## Galerie

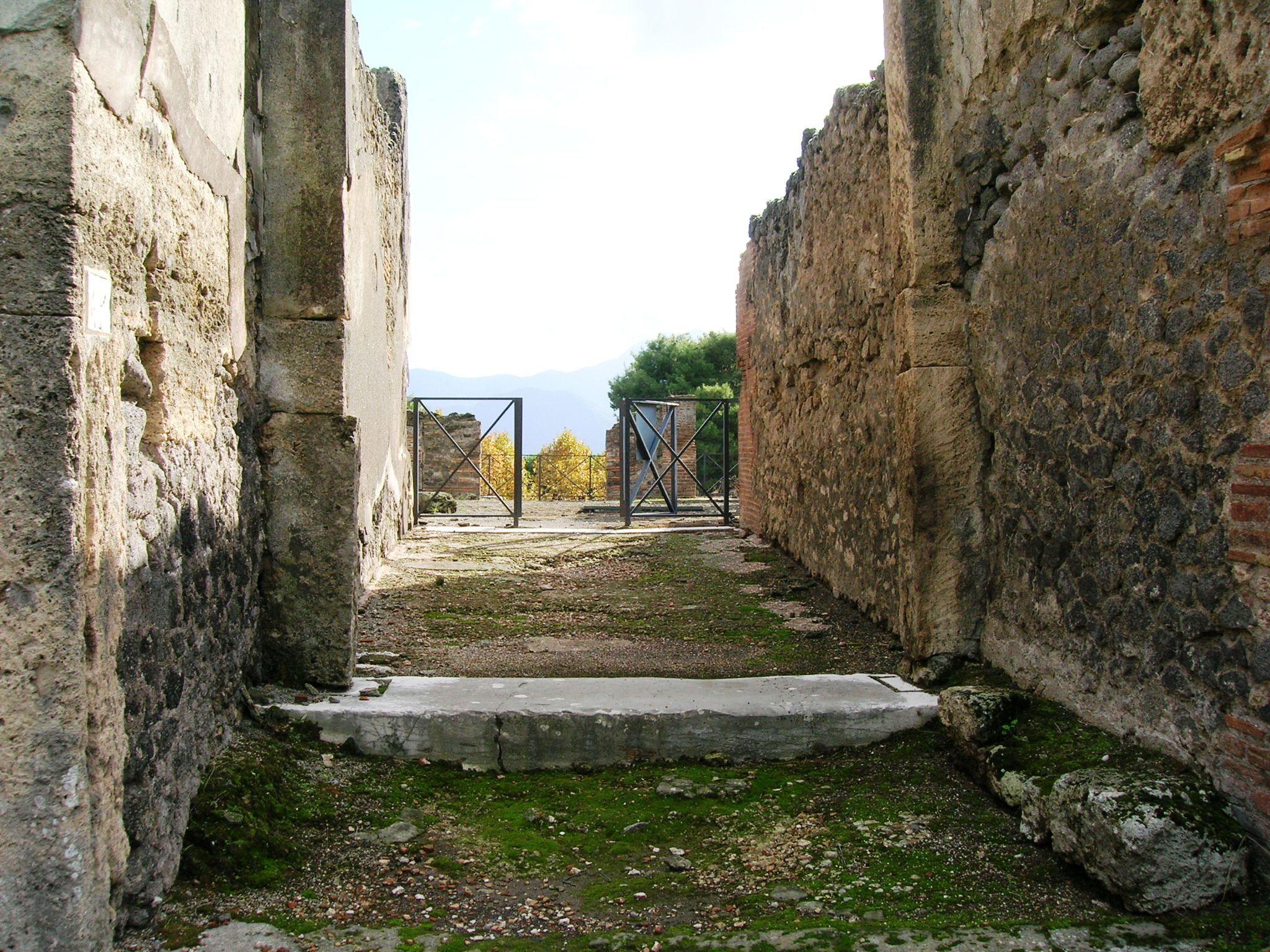
Eingangsbereich
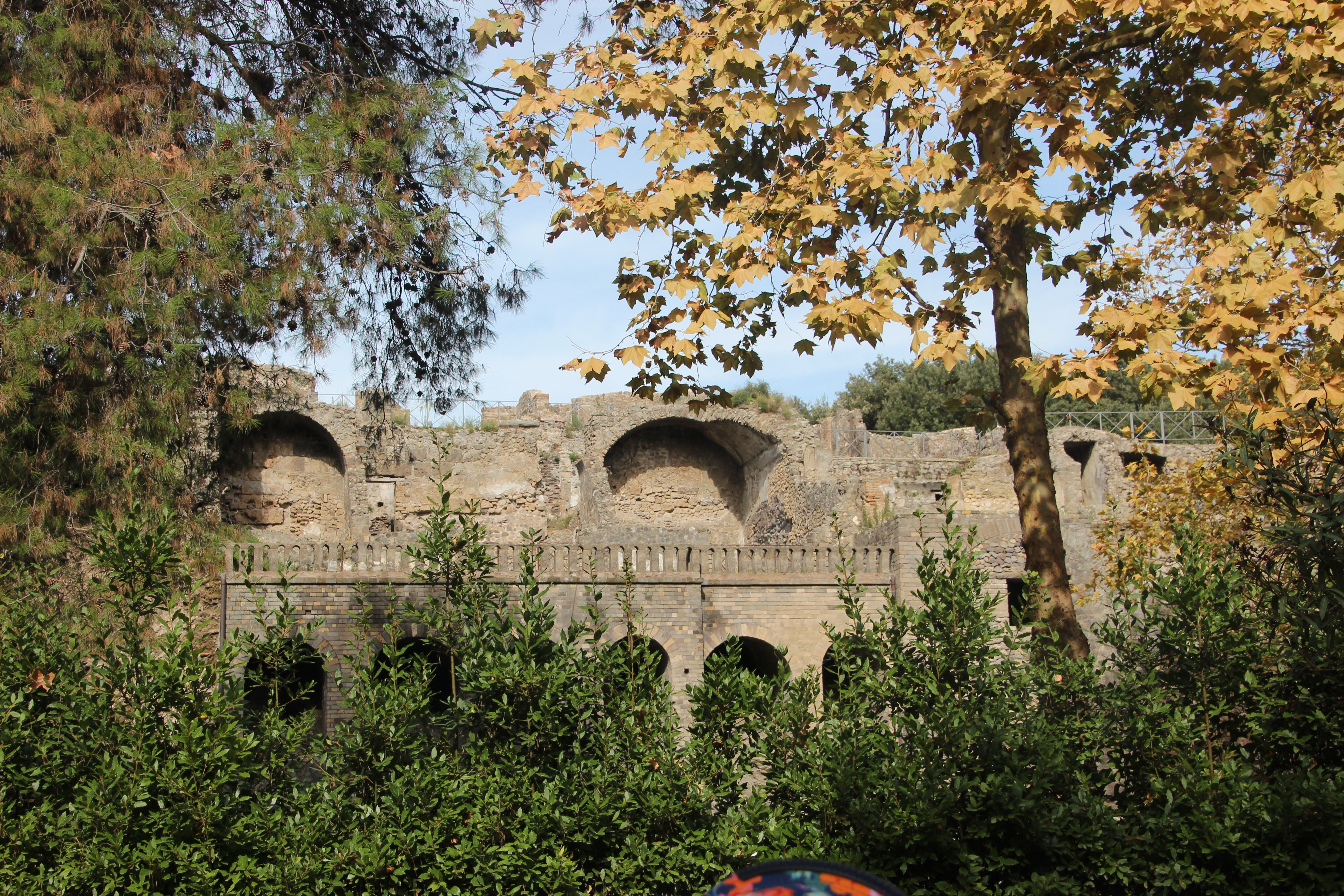
Das Haus von außerhalb der Stadt gesehen
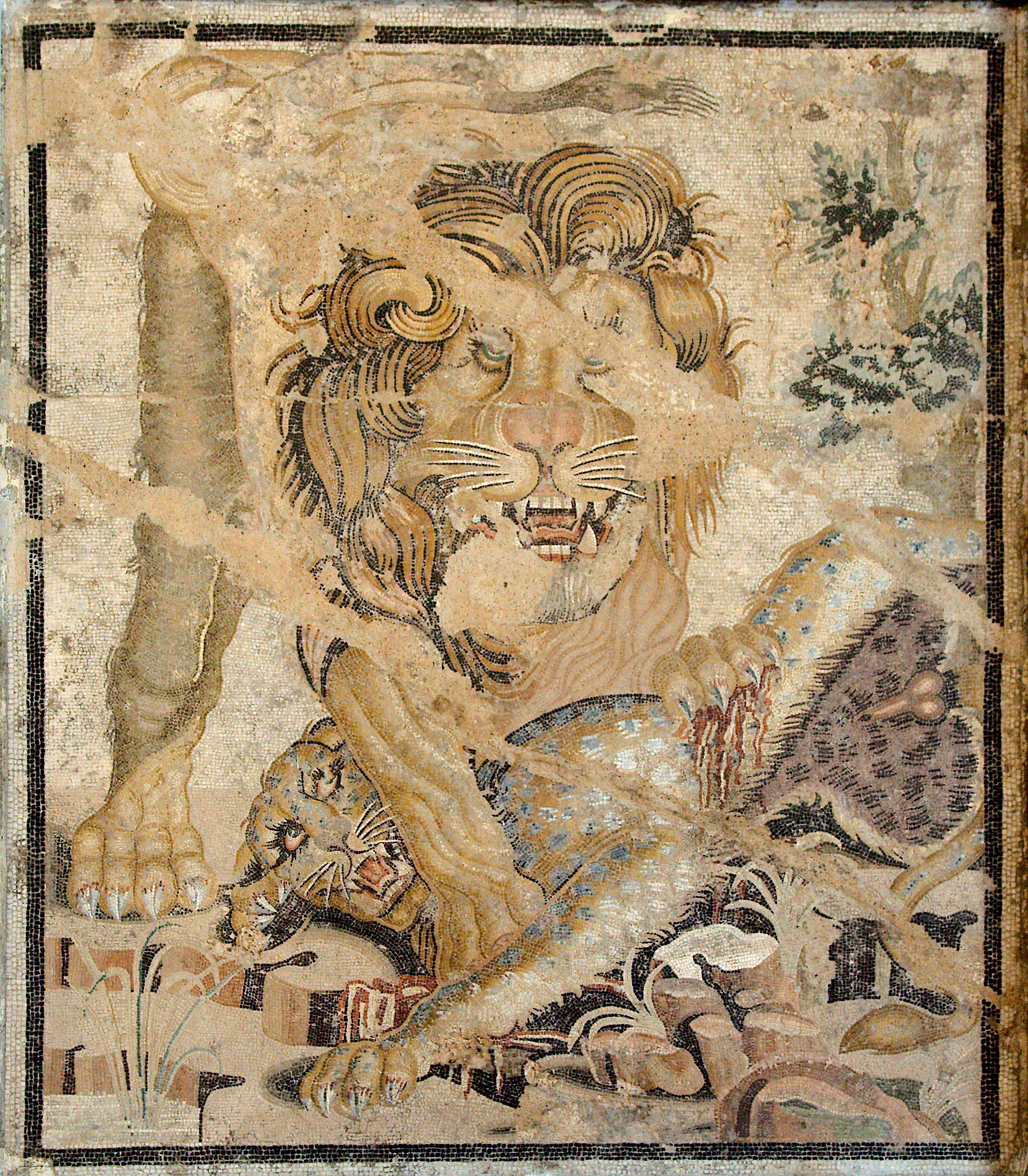
Löwenmosaik